# Спомен парк јунацима Гвозденог пука
Спомен парк Јунацима гвозденог пука налази се у Прокупљу, на месту одакле су топлички јунаци 7.октобра 1912. године кренули у рат и вечну славу.
Србија је у ратовима који су се водили на просторима Балкана од 1912. до 1918. године мобилисала преко стотину пукова разних родова војске, али је само један добио почасни назив – Гвоздени пук. Ово престижно име додељено је другом пешадијском пуку Kњаз Михајло, формираном октобра 1912. године у Прокупљу. На том месту, од 12. октобра 2018. године налази се спомен-парк.
Спомен парк се налази поред Железничке станице, на површини од око 7000 m2. Парк је у основи  у облику Ордена Карађорђеве звезде, јер су међу носиоцима тада највећег одликовања најбројнији били припадници Другог пешадијског пука 1. позива „Књаз Михаило”.
У његовом центру је споменик у облику метка са шупљим крстом по средини. Висок пет метара и импресиван, споменик од челика, доминира простором и симболизује храброст и снагу војника Гвозденог пука. На четири стране споменика су постављене четири бисте на којима се налазе пуковник Миливоје Стојановић Брка, генерал Шарл Траније, наредник Милунка Савић и наредник Флора Сендс. Између бисти, постављене су четири мермерне плоче са уклесаним значајним биткама у Првом и Другом балканском рату и у Првом светском рату у којима је учествовао Гвоздени пук, као и називи места и градова које је ослободио. У парку, око споменика, се налази и 255 бетонских стубића, на којима су имена носилаца Карађорђеве звезде са мачевима, од којих су 39 двоструки носиоци. У оквиру спомен парка се налази и спомен соба Гвозденог пука, чија је изградња започета 2021. године.
Спомен парк је урађен по замисли дипломираног инжењера архитектуре Милана Радовановића, а споменик је дело уметника Чедомира Ристића.

## Галерија
- Спомен парк Јунацима гвозденог пука
- Споменик Гвозденом пуку
- Спомен парк Јунацима гвозденог пука
- Споменик Гвозденом пуку
- Споменик Гвозденом пуку
- Споменик Гвозденом пуку - мермерна табла
- Зграда са спомен собом